# Santiago de San Rafael
Santiago es un distrito del cantón de San Rafael, en la provincia de Heredia, de Costa Rica.

## Historia
Se encontraba aquí el recibidor de café Beneficio Haciendia El Otoño, de don Patrocinio Hernández y su esposa Juana Valerio, el cual fuera el eje económico y social del distrito, y de vital importancia para el cantón de San Rafael y los vecinos cantones de Heredia y San Pablo, sin embargo con el advenimiento de los proyectos habitacionales que hoy ocupan casi la totalidad del distrito, los cafetales fueron desapareciendo y con ellos la necesidad de este beneficio el cual ya no existe.

## Geografía
Santiago cuenta con un área de 1,57 km² y una altitud media de 1220 m s. n. m.

### Hidrografía
Los ríos Bermúdez y Pirro atraviesan el distrito y sirven cómo límites naturales del mismo. 

## Demografía
Para el año 2022, Santiago cuenta con una población estimada de 8048 habitantes, y para el último censo efectuado, en 2011, Santiago contaba con una población de 8409 habitantes.

## Localidades
- Barrios: Jardines de Roma, Jardines Universitarios, Suiza.
- Residenciales: Flor de Itabos, Portón del Valle, Condominio Mar de Plata, Residencial Campo Suizo, Condominio Altos de Palermo, Condominio Barcelona, Residencial Cozumel, Residencial Karina, Condominio Malinche San Rafael

## Cultura

### Deporte
Se encuentra los centros de esparcimiento:
- Plaza de Deportes de Santiago.
- Polideportivo La Suiza

### Educación
Se encuentras las escuelas:
- Centro de Enseñanza Especial de Heredia
- Escuela Manuel Camacho
- Escuela Laboratorio, de donde egresa la científica Jeanette Benavides Gamboa.
- Escuela Santiago

Colegios: 
- Liceo Ingeniero Carlos Pascua Zúñiga

Universidades: 
- El campus central de la Universidad Nacional de Costa Rica (UNA) posee instalaciones en este distrito que colinda con los distritos de Heredia y San Pablo donde se ubican las demás instalaciones.  Entre las facultades de la UNA ubicada en el distrito se encuentran las escuelas de Nuevos Procesos Industriales, Biología, Química y Matemática, Ciencias Agrarias, Ciencias Geográficas.

### Religión
- Iglesia Católica de Santiago

## Transporte

### Carreteras
Al distrito lo atraviesan las siguientes rutas nacionales de carretera:
- Ruta nacional 113
- Ruta nacional 503